# Musée du Jade
Le musée du Jade et de la culture précolombienne (Museo del Jade y de la Cultura Precolombina Marco Fidel Tristán Castro) est un musée archéologique situé à San José (Costa Rica), d'abord dans les locaux de l’INS (Institut national d’assurances) puis, à partir de 2014, dans un bâtiment moderne spécialement conçu pour l'accueillir, face à la Plaza de la Democracia.
Fondé en 1977 par Fidel Tristán Castro, premier président de l'INS, il abrite la plus importante collection de jade précolombien d'Amérique,. Elle comprend des herminettes, des masques de cérémonie et des objets décoratifs datant de 500 av. J.-C. à 800 par. J.-C., mais aussi des metates chorotega (meules en pierre volcanique), des céramiques, des poteries et des ornements en or,. Le jade venait du Guatemala et des régions voisines.